# Cromitita

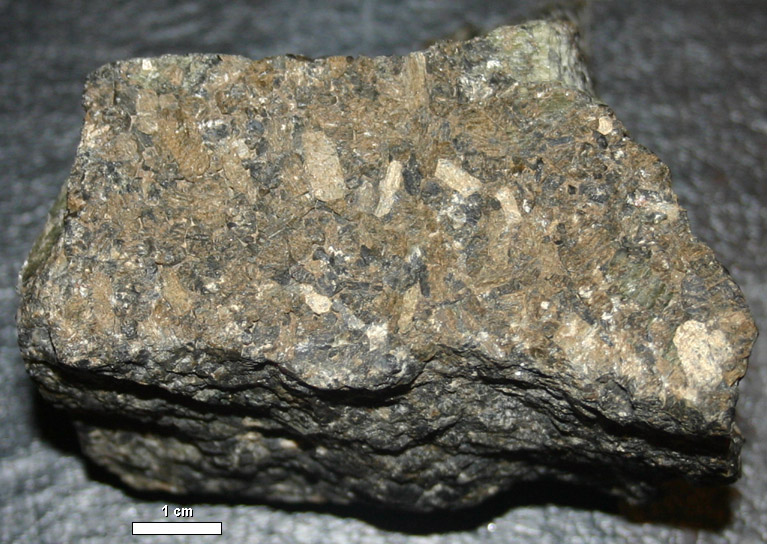
Cromitita con fenocristales de broncita. Pieza del Complejo Ígneo de Stillwater.

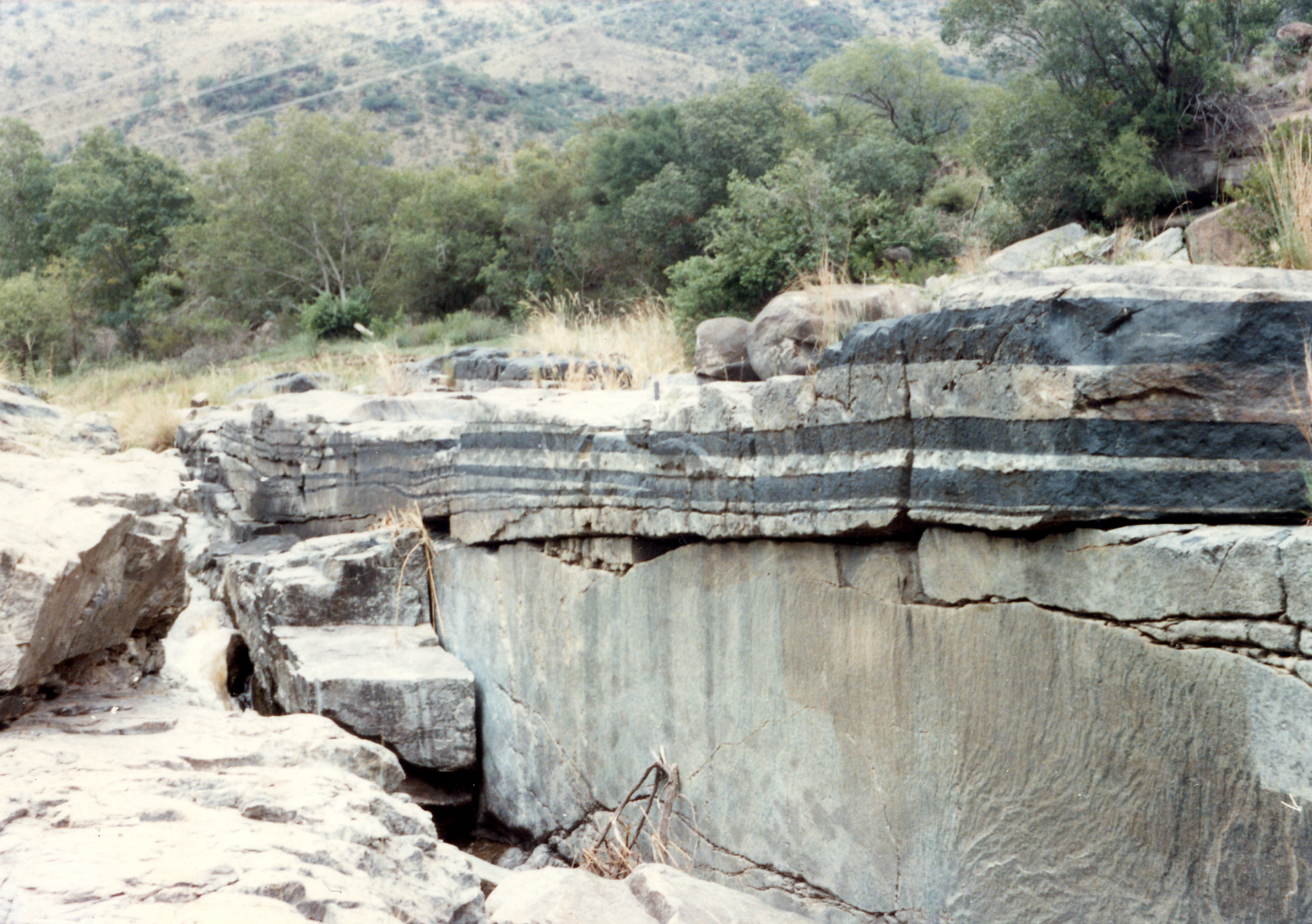
Afloramiento de cromititas (color oscuro) en el complejo ígneo de Bushveld.

La cromitita es una acumulación de roca ígnea compuesto en su mayoría por el mineral cromita. Se encuentra en capas de intrusión, tales como el Complejo Ígneo de Bushveld (Sudáfrica) y el Complejo Ígneo de Stillwater (Montana).